# Tok'ra
Los Tok'ra son una agrupación de Goa'uld opuesta a los Señores del Sistema, o también llamados Señores de la Guerra.

## Diferencias con losGoa'ulds
Los Tok'ra (literalmente "En contra de Ra") son un grupo de Goa'ulds rebeldes que luchan contra los Señores del Sistema. En al menos una ocasión se han llamado a sí mismos insurgentes. Si bien son biológicamente iguales a los Goa'uld, los Tok'ra rehúsan a ser llamados de ese modo, debido a que esa denominación esta directamente asociada a las prácticas de los Señores del sistema, que los Tok'ra no comparten ya que no poseen compulsivamente a los anfitriones humanos, sino que lo hacen a través de un pacto, donde el anfitrión accede voluntariamente a la “combinación” de ambos seres. En el mismo cuerpo, ambas personalidades (humano y goa'uld) son libres tanto para hablar como para actuar, resultando en un relación simbiótica auténtica, no parasitaria, como lo es en el caso de los otros goa'uld, de hecho cuando un tok'ra y un humano se unen, se produce una mezcla de las personalidades de ambos, de forma que si uno muere, una parte de él perdurará en el otro. Además de esto, la Tok'ra se diferencia de los goa'ulds en que sus miembros viven menos que los goa'ulds normales al no usar sarcófago y en que su número es menor por la razón anterior además de que no nacen nuevos Tok'ra.

## Beneficios de lasimbiosis
Los beneficios para el humano que acepta convertirse en anfitrión son varios. En primer lugar, un considerable aumento de la fuerza pudiendo alcanzar la de varios hombres, aunque pueden ser superados físicamente por algunos humanos y Jaffas fuertes. También adquieren una gran resistencia física pudiendo aguantar más tiempo sin comida, agua y oxígeno que cualquier humano. Prolongan además su expectativa de vida aproximadamente 200 años y consiguen una salud perfecta con inmunidad total a las enfermedades, a muchas sustancias tóxicas y mayor resistencia a la radiación. Por último tienen acceso al conocimiento que pasa de generación en generación, por la memoria genética goa'uld de los miembros de los Tok'ra.

## Alianzas
Desde su inicio, la Tok'Ra no ha hecho muchos aliados, debido en parte a su parecido con los Goa'ulds, ya que aunque son bondadosos, también comparten el defecto goa'uld de la arrogancia, creyéndose mejores que otras razas y culturas, aunque saben reconocer sus errores, por esto hasta ahora se conoce su alianza con los Tau'ri (terrestres) con los que comparten información y tecnología, los Jaffa Rebeldes alianza debilitada debido a los resentimientos de pasado de los Tok'ra hacia los Jaffas que tantos de los suyos han matado y de los Jaffas que no pueden evitar ver a los Tok'ra como a cualquier goa'uld; también existía una alianza con los tolanos hasta su destrucción.
A pesar de sus buenas intenciones y de que han provisto de información técnica y de inteligencia muy valuables en numerosas circunstancias, algunos desconfían de ellos. Los Jaffa no confiaban inicialmente en los Tok'ra así como los Tok'ra desconfiaban de los Jaffa, después de la liberación de estos últimos estas diferencias no están tan a la vista. Jack O'Neill también ha demostrado en más de una ocasión desconfianza por los Tok'ra, sobre todo tras una mala experiencia, en la que fue anfitrión del Tok'ra Kanan; él suele usar el peyorativo "cabeza de serpiente" tanto para los Goa'uld cuanto para los Tok'ra.

## La Reina Egeria
El primer Goa'uld que se opuso a los Señores del Sistema y fundó la Tok'ra fue la Reina Egeria (episodio "Cure"). Dos mil de años atrás hubo una batalla entre Ra y Egeria en el planeta Pangar. Ra prevaleció y siempre se pensó que Egeria había muerto. Sin embargo, Ra simplemente apresó a Egeria y la metió en una cápsula de éxtasis en la que permaneció aproximadamente 1950 años. Hasta que fue descubierta por los pangarianos, los cuales la utilizaron para criar larvas. Estas se utilizaban para la elaboración de una sustancia llamada tretonina, que da al que la toma, la misma inmunidad ante enfermedades que la de un goa'uld aunque degrada el sistema inmunitario natural haciéndote adicto a ella.
Egeria fue reconocida por el SG-1, 50 años después de su descubrimiento y la Tok'Ra junto con la ya agónica reina elaboró un antídoto para la tretonina salvando la vida de los pangaranos. Tras esto Egeria murió de vieja tras haber estado 50 años presa y obligada a parir crías continuamente.
La muerte de Egeria fue un duro golpe para la Tok'ra, ya que el descubrir que estaba viva abría la esperanza para aumentar el reducido número de esta raza en decadencia, puesto que ella podría haber dado a luz a nuevos miembros.

## Costumbres de los Tok'ra
Los Tok'ra han desarrollado una cultura propia, debido a la necesidad de mantenerse en secreto y al hecho de que cada miembro de esta sociedad debe compartir el cuerpo con el anfitrión.
Los Tok'ra no entierran a sus muertos, probablemente para esconder cualquier traza de su existencia en un planeta. En cambio, ponen el cuerpo del fallecido en una plataforma elevada frente al Stargate, dicen unas palabras de despedida y activan la puerta. El flujo inicial (kawoosh) generado por la Stargate desintegra el cuerpo y la parte superior de la plataforma. 
Además no viven en fortalezas o grandes pirámides rodeadas de naves como los Goa'ulds, ellos viven en túneles que crean mediante una impresionante tecnología que los hace crecer bajo el suelo. Así se esconden (según los Goa'ulds como ratas) y se protegen de batallas que no podrían ganar. Estos túneles siempre cercanos al Stargate, crean grandes complejos con habitaciones sin puertas puesto que no tienen nada que ocultarse entre ellos y varias salas que se crean y destruyen según la necesidad. Cuando tienen que abandonar el planeta, destruyen los túneles borrando así sus huellas.
La implantación de un simbionte Tok'ra en su nuevo anfitrión es bastante distinta de aquella de los Goa'uld. Los Goa'uld tienden a introducirse a través de la parte posterior del cuello, dejando una desagradable marca la cual -de acuerdo con Martouf- es bastante incómoda para el anfitrión y además muy dolorosa. Los Tok'ra en cambio prefieren ingresar a través de la boca, evitando así producir la cicatriz. Se dice que los Goa'uld evitan este tipo de implantación porque se verían obligados a recordar la expresión de horror de la cara del anfitrión cada vez que mirasen un espejo. Otra ventaja de la implantación de tipo Tok'ra es que un examen superficial de todo aquel que no lleve un simbionte lo llevará a descartar a un Tok'ra como si se tratase de un humano (dado que el modo usual de buscar un simbionte es encontrar la cicatriz de implantación en la espalda u hombro). De todas maneras, si el investigador en cuestión es Goa'uld o Jaffa, la carencia de marca se torna inútil ya que los simbiontes detectarían el naqahdah de la sangre del Tok'ra.
Cuando un Tok'ra se empareja con otro lo usual es que tanto el anfitrión como el simbionte se enamoren ambos de sus contrapartes ya que la simbiosis es tal que las personalidades se funden y con ellas las emociones.
Una de las causas de que haya un tan reducido número de tok'ras, es el hecho de que ellos no usan sarcófago, el motivo es que a la larga, este terminaría por alterar su mente y los volvería igual a los goa'ulds, idea que repugna a los Tok'ra. Según ellos mismos, el sarcófago elimina su bondad. A causa de esto, es mucho más fácil que un Tok'ra muera.

## Formas de combate y estrategias
La principal tarea de los Tok'ra es maquinar la caída del imperio Goa'uld, para ello, se infiltran entre estos haciéndose pasar por Goa'ulds menores consiguiendo información vital con la que pueden robar material como armas o naves y elaborar estrategias para ejecutar sus planes, estos consisten, a largo plazo, en minar el poder colectivo de los goa'ulds a través de sabotajes y engaños para que estos se peleen ente ellos, por esto los Goa'ulds muchas veces comparan a la Tok'ra con un cáncer que te ataca silenciosamente desde dentro.
No existen guerras entre los Goa'ulds y los Tok'ra, ya que estos últimos nunca han tenido el poder bélico goa'uld, y el que poseen es robado a estos; es muy extraño que tengan naves grandes, las más usuales son las pequeñas naves de carga y respecto a las armas, solo usan Zats, nunca lanzaderas. Aunque estas armas son solo para defenderse en caso de emergencia puesto que son muy inusuales los enfrentamientos cara a cara.
Los Tok'ra no acostumbran a atacar demasiado a un goa'uld en particular a menos que este sea muy poderoso, ya que les interesa más que haya muchos pero peleándose entre ellos que pocos pero con orden y unidos, o peor, uno solo que controle todo el poder goa'uld. Por esto siempre intentan sabotear sus reuniones e impedir las alianzas mediante trampas, además de sembrar la desconfianza entre los goa'ulds.

## Ciencia y Tecnología
Los Tok'ra son destacados científicos a pesar de su necesidad de mantenerse en secreto y consecuentemente a la falta de materias primas. Son especialistas en química orgánica, con la que han inventado el veneno para simbiontes, creado una versión de la sustancia alteradora de la memoria de los Re'ol, y desarrollado un método de producción masiva de tretonina sin el uso de simbiontes. Asisten habitualmente a los Tau'ri en el desarrollo de nuevas armas y conceptos para combatir a los Goa'uld. Esta relación ha sido beneficiada por el hecho de que Jacob, el padre de Samantha Carter, fue anfitrión de Selmak, uno de los más importantes y ancianos miembros de los Tok'ra.
Los Tok'ra han sufrido incontables bajas debido a recientes incursiones de los Goa'ulds en vorash en donde toda la población tok'ra de esa base fue diezmada solo sobreviviendo Jacob/Selmak lo que obligó a los restantes Tok'ra de la galaxia a esconderse más que nunca.